# 一條孝夫
一條 孝夫（いちじょう たかお、1945年〈昭和20年〉4月25日 - ）は、日本近現代文学研究者、帝塚山学院大学名誉教授。

## 来歴
長野県松本市生まれ。1970年信州大学人文学部国文科卒、1973年旧・東京都立大学大学院国文学修士課程修了。1987年帝塚山学院短期大学専任講師、1989年助教授、1995年教授、1998年帝塚山学院大学文学部教授、リベラルアーツ学部教授。2013年退任、名誉教授。
大江健三郎を中心に研究。

## 著書
- 『大江健三郎の世界』和泉書院〈現代作家の世界 3〉、1985年5月。ISBN 9784870881471。
- 『大江健三郎 その文学世界と背景』和泉書院、1997年2月。ISBN 9784870888395。
- 『藤野古白と子規派・早稲田派』和泉書院〈近代文学研究叢刊 21〉、2000年2月。ISBN 9784757600331。
- 『大江健三郎・志賀直哉・ノンフィクション 虚実の往還』和泉書院〈近代文学研究叢刊 50〉、2012年8月。ISBN 9784757606289。

## 参考
- 『大江健三郎・志賀直哉・ノンフィクション 虚実の往還』和泉書院〈近代文学研究叢刊 50〉、2012年8月。ISBN 9784757606289。
- 『現代日本人名録』2002年